# FA Cup 2024-2025
La FA Cup 2024-2025 è stata la 144ª edizione della FA Cup, la più importante coppa nel calcio inglese e la competizione ad eliminazione diretta più antica del mondo. È sponsorizzata da Emirates. I turni preliminari sono iniziati il 3 agosto 2024, con il torneo principale iniziato il 2 novembre 2024, mentre la finale si è giocata allo Stadio di Wembley il 17 maggio 2025, con la vittoria per 1-0 del Crystal Palace sul Manchester City.
Il Manchester Utd era la squadra campione uscente, avendo vinto il suo tredicesimo titolo nell'edizione 2023-2024.

## Calendario
La competizione sarà composta dalle 92 squadre del sistema Football League (20 squadre della Premier League e 72 in totale dalla EFL Championship, EFL League One e EFL League Two) più le 32 squadre qualificate su 653 squadre del National League System (dal 5º al 9º livello del sistema calcio inglese) che inizieranno la competizione nei turni di qualificazione.
Tutti i turni sono stati estratti casualmente, di solito al termine del turno precedente o la sera dell'ultima partita in diretta televisiva di un turno in corso, a seconda dei diritti TV.
| Fase                    | Turno                           | Partite | Squadre   | Squadre entrate | Premio squadra vincente | Premio squadra perdente | Campionati entranti                                                                   |
| ----------------------- | ------------------------------- | ------- | --------- | --------------- | ----------------------- | ----------------------- | ------------------------------------------------------------------------------------- |
| Turni di qualificazione | Turno extra preliminare         | 221     | 442 → 221 | 442             | £1.125                  | £375                    | N&S&I Divisions One (91 squadre peggio piazzate e 32 neo-promosse), CC&HFL&SCEF&SSMFL |
| Turni di qualificazione | Turno preliminare               | 136     | 272 → 136 | 51              | £1.444                  | £481                    | N&S&I Divisions One                                                                   |
| Turni di qualificazione | Primo turno di qualificazione   | 112     | 224 → 112 | 88              | £2.250                  | £750                    | N&S&I Premier Division                                                                |
| Turni di qualificazione | Secondo turno di qualificazione | 80      | 160 → 80  | 48              | £3.375                  | £1.125                  | National North & South                                                                |
| Turni di qualificazione | Terzo turno di qualificazione   | 40      | 80 → 40   |                 | £5.625                  | £1.875                  |                                                                                       |
| Turni di qualificazione | Quarto turno di qualificazione  | 32      | 64 → 32   | 24              | £9.375                  | £3.125                  | National League                                                                       |
| Torneo principale       | Primo turno                     | 40      | 124 → 84  | 48              | £45.000                 | £15.000                 | Football League One, Football League Two                                              |
| Torneo principale       | Secondo turno                   | 20      | 84 → 64   |                 | £75.000                 | £20.000                 |                                                                                       |
| Torneo principale       | Terzo turno                     | 32      | 64 → 32   | 44              | £115.000                | £25.000                 | Premier League, Football League Championship                                          |
| Torneo principale       | Quarto turno                    | 16      | 32 → 16   |                 | £120.000                |                         |                                                                                       |
| Torneo principale       | Ottavi di finale                | 8       | 16 → 8    |                 | £225.000                |                         |                                                                                       |
| Torneo principale       | Quarti di finale                | 4       | 8 → 4     |                 | £450.000                |                         |                                                                                       |
| Torneo principale       | Semifinali                      | 2       | 4 → 2     |                 | £1.000.000              | £500.000                |                                                                                       |
| Torneo principale       | Finale                          | 1       | 2 → 1     |                 | £2.000.000              | £1.000.000              |                                                                                       |

## Turni di qualificazione
Le squadre che non sono membri né della Premier League né della English Football League gareggiano nei turni di qualificazione per assicurarsi uno dei 32 posti disponibili nel primo turno della fase finale. I turni di qualificazione cominciano il 3 agosto.

## Formato
Questa sarà la prima edizione del torneo a non prevedere gare di replay in caso di parità nelle partite del torneo principale, come richiesto dai club di Premier League. La novità avrà la durata di 6 anni e si è resa necessaria vista l'aumento del numero di gare nelle competizioni UEFA, ma è stata criticata dai club di campionati inferiori a causa dell'importante opportunità di ricavo che rappresenta per essi.

## Fase finale
Il numero tra parentesi di fianco a ciascuna squadra indica il livello calcistico di appartenenza.

### Primo turno
Il sorteggio del primo turno della fase finale si è svolto il 14 ottobre 2024. A questo turno si è qualificato l'Hednesford Town, club di ottava divisione, il campionato di livello più basso fin qui rappresentato.
| Squadra 1            | Risultato       | Squadra 2                |
| -------------------- | --------------- | ------------------------ |
| 1º novembre 2024     |                 |                          |
| Notts County (4)     | 5 – 1           | Alfreton Town (6)        |
| Tamworth (5)         | 1 – 0           | Huddersfield Town (3)    |
| 2 novembre 2024      |                 |                          |
| Barrow (4)           | 0 – 1           | Doncaster (4)            |
| Brackley Town (6)    | 0 – 0 (5-4 dtr) | Braintree Town (5)       |
| Bradford City (4)    | 3 – 1           | Aldershot Town (5)       |
| Bristol Rovers (3)   | 3 – 1 (dts)     | Weston-super-Mare (6)    |
| Burton Albion (3)    | 1 – 0           | Scarborough Athl. (6)    |
| Carlisle Utd (4)     | 0 – 2 (dts)     | Wigan (3)                |
| Chesterfield (4)     | 3 – 1           | Horsham (7)              |
| Crewe Alexandra (4)  | 0 – 1           | Dag & Red (5)            |
| Exeter City (3)      | 5 – 3           | Barnet (5)               |
| Gillingham (4)       | 0 – 2           | Blackpool (3)            |
| Grimsby Town (4)     | 0 – 1           | Wealdstone (5)           |
| Hednesford Town (8)  | 4 – 4 (4-5 dtr) | Gainsborough Trinity (7) |
| Maidenhead Utd (5)   | 1 – 2 (dts)     | Crawley Town (3)         |
| Newport County (4)   | 2 – 4           | Peterborough Utd (3)     |
| Port Vale (4)        | 1 – 3           | Barnsley (3)             |
| Reading (3)          | 2 – 0           | Fleetwood Town (4)       |
| Rochdale (5)         | 3 – 4           | Bromley (4)              |
| Rotherham Utd (3)    | 1 – 3           | Cheltenham Town (4)      |
| Rushall Olympic (6)  | 0 – 2           | Accrington Stanley (4)   |
| Salford City (4)     | 2 – 1           | Shrewsbury Town (3)      |
| Solihull Moors (5)   | 3 – 0           | Maidstone Utd (6)        |
| Southend Utd (5)     | 3 – 4 (dts)     | Charlton (3)             |
| Stevenage (3)        | 1 – 1 (5-4 dtr) | Guiseley (7)             |
| Stockport County (3) | 2 – 1 (dts)     | Forest Green (5)         |
| Swindon Town (4)     | 2 – 1 (dts)     | Colchester Utd (4)       |
| Tonbridge Angels (6) | 1 – 4           | Harborough Town (7)      |
| Tranmere (4)         | 1 – 2           | Oldham Athletic (5)      |
| Walsall (4)          | 2 – 1           | Bolton (3)               |
| Woking (5)           | 0 – 1           | Cambridge Utd (3)        |
| Worthing (6)         | 0 – 2           | Morecambe (4)            |
| Wycombe (3)          | 3 – 2           | York City (5)            |
| Northampton Town (3) | 1 – 2 (dts)     | Kettering Town (7)       |
| 3 novembre 2024      |                 |                          |
| MK Dons (4)          | 0 – 2           | AFC Wimbledon (4)        |
| Sutton Utd (5)       | 0 – 1           | Birmingham City (3)      |
| Boreham Wood (6)     | 2 – 2 (1-3 dtr) | Leyton Orient (3)        |
| Curzon Ashton (6)    | 0 – 4           | Mansfield Town (3)       |
| Harrogate Town (4)   | 1 – 0           | Wrexham (3)              |
| 4 novembre 2024      |                 |                          |
| Chesham Utd (6)      | 0 – 4           | Lincoln City (3)         |

### Secondo turno
Il sorteggio del secondo turno si è svolto il 3 novembre 2024.
A questo turno si sono qualificate quattro squadre di settima divisione, il campionato di livello più basso fin qui rappresentato, vale a dire Bradford PA, Gainsborough Trinity, Harborough Town e Kettering Town.
| Squadra 1              | Risultato       | Squadra 2                |
| ---------------------- | --------------- | ------------------------ |
| 29 novembre 2024       |                 |                          |
| Harrogate Town (4)     | 1 - 0           | Gainsborough Trinity (7) |
| 30 novembre 2024       |                 |                          |
| Wealdstone (5)         | 0 - 2           | Wycombe (3)              |
| Accrington Stanley (4) | 2 - 2 (4-1 dtr) | Swindon Town (4)         |
| Barnsley (3)           | 0 - 0 (3-4 dtr) | Bristol Rovers (3)       |
| Cambridge Utd (3)      | 1 - 2 (dts)     | Wigan (3)                |
| Crawley Town (3)       | 3 - 4           | Lincoln City (3)         |
| Exeter City (3)        | 2 - 0           | Chesterfield (4)         |
| Leyton Orient (3)      | 2 - 1 (dts)     | Oldham Athletic (5)      |
| Morecambe (4)          | 1 - 0           | Bradford PA (7)          |
| Peterborough Utd (3)   | 4 - 3           | Notts County (4)         |
| Salford City (4)       | 2 - 0           | Cheltenham Town (4)      |
| Stevenage (3)          | 0 - 1           | Mansfield Town (3)       |
| Stockport County (3)   | 3 - 1           | Brackley Town (6)        |
| Walsall (4)            | 0 - 4           | Charlton (3)             |
| AFC Wimbledon (4)      | 1 - 2           | Dag & Red (5)            |
| 1 dicembre 2024        |                 |                          |
| Kettering Town (7)     | 1 - 2 (dts)     | Doncaster (4)            |
| Blackpool (3)          | 1 - 2           | Birmingham City (3)      |
| Burton Albion (3)      | 1 - 1 (3-4 dtr) | Tamworth (5)             |
| Reading (3)            | 5 - 3 (dts)     | Harborough Town (7)      |
| Solihull Moors (5)     | 1 - 2           | Bromley (4)              |

### Terzo turno
Al terzo turno partecipano 64 squadre, con l'ingresso dei club di Premier League e Football League Championship, ed il sorteggio si è svolto il 2 dicembre.
A questo turno si sono qualificate due squadre di quinta divisione, il campionato di livello più basso fin qui rappresentato, vale a dire Dag & Red e Tamworth.
| Squadra 1             | Risultato       | Squadra 2              |
| --------------------- | --------------- | ---------------------- |
| 9 gennaio 2025        |                 |                        |
| Sheffield Utd (2)     | 0 – 1           | Cardiff City (2)       |
| Everton (1)           | 2 – 0           | Peterborough Utd (3)   |
| Fulham (1)            | 4 – 1           | Watford (2)            |
| 10 gennaio 2025       |                 |                        |
| Wycombe (3)           | 2 – 0           | Portsmouth (2)         |
| Aston Villa (1)       | 2 – 1           | West Ham Utd (1)       |
| 11 gennaio 2025       |                 |                        |
| Birmingham City (3)   | 2 – 1           | Lincoln City (3)       |
| Bournemouth (1)       | 5 – 1           | West Bromwich (2)      |
| Brentford (1)         | 0 – 1           | Plymouth (2)           |
| Bristol City (2)      | 1 – 2           | Wolverhampton (1)      |
| Chelsea (1)           | 5 – 0           | Morecambe (4)          |
| Coventry City (2)     | 1 – 1 (4-3 dtr) | Sheffield Weds (2)     |
| Exeter City (3)       | 3 – 1           | Oxford Utd (2)         |
| Leeds Utd (2)         | 1 – 0           | Harrogate Town (4)     |
| Leicester City (1)    | 6 – 2           | QPR (2)                |
| Liverpool (1)         | 4 – 0           | Accrington Stanley (4) |
| Manchester City (1)   | 8 – 0           | Salford City (4)       |
| Middlesbrough (2)     | 0 – 1           | Blackburn (2)          |
| Norwich City (2)      | 0 – 4           | Brighton (1)           |
| Nottingham Forest (1) | 2 – 0           | Luton Town (2)         |
| Reading (3)           | 1 – 3 (dts)     | Burnley (2)            |
| Sunderland (2)        | 1 – 2 (dts)     | Stoke City (2)         |
| 12 gennaio 2025       |                 |                        |
| Hull City (2)         | 1 – 1 (4-5 dtr) | Doncaster (4)          |
| Tamworth (5)          | 0 - 3 (dts)     | Tottenham (1)          |
| Arsenal (1)           | 1 – 1 (3-5 dtr) | Manchester Utd (1)     |
| Crystal Palace (1)    | 1 – 0           | Stockport County (3)   |
| Ipswich Town (1)      | 3 – 0           | Bristol Rovers (3)     |
| Newcastle Utd (1)     | 3 – 1           | Bromley (4)            |
| Southampton (1)       | 3 – 0           | Swansea City (2)       |
| 13 gennaio 2025       |                 |                        |
| Millwall (2)          | 3 – 0           | Dag & Red (5)          |
| 14 gennaio 2025       |                 |                        |
| Leyton Orient (3)     | 1 – 1 (6-5 dtr) | Derby County (2)       |
| Mansfield Town (3)    | 0 – 2           | Wigan (3)              |
| Preston N.E. (2)      | 2 – 1           | Charlton (3)           |

### Quarto turno
Il sorteggio del quarto turno si è tenuto il 12 gennaio 2025. A questo turno si è qualificata una squadra di quarta divisione: il Doncaster.
| Squadra 1           | Risultato       | Squadra 2             |
| ------------------- | --------------- | --------------------- |
| 7 febbraio 2025     |                 |                       |
| Manchester Utd (1)  | 2 - 1           | Leicester City (1)    |
| 8 febbraio 2025     |                 |                       |
| Leeds Utd (2)       | 0 - 2           | Millwall (2)          |
| Brighton (1)        | 2 - 1           | Chelsea (1)           |
| Preston N.E. (2)    | 0 - 0 (4-2 dtr) | Wycombe (3)           |
| Coventry City (2)   | 1 - 4           | Ipswich Town (1)      |
| Wigan (3)           | 1 - 2           | Fulham (1)            |
| Birmingham City (3) | 2 - 3           | Newcastle Utd (1)     |
| Everton (1)         | 0 - 2           | Bournemouth (1)       |
| Southampton (1)     | 0 - 1           | Burnley (2)           |
| Leyton Orient (3)   | 1 - 2           | Manchester City (1)   |
| Stoke City (2)      | 3 - 3 (2-4 dtr) | Cardiff City (2)      |
| 9 febbraio 2025     |                 |                       |
| Plymouth (2)        | 1 - 0           | Liverpool (1)         |
| Blackburn (2)       | 0 - 2           | Wolverhampton (1)     |
| Aston Villa (1)     | 2 - 1           | Tottenham (1)         |
| 10 febbraio 2025    |                 |                       |
| Doncaster (4)       | 0 - 2           | Crystal Palace (1)    |
| 11 febbraio 2025    |                 |                       |
| Exeter City (3)     | 2 - 2 (2-4 dtr) | Nottingham Forest (1) |

### Quinto turno
Il sorteggio del quinto turno si è tenuto il 10 febbraio 2025.
| Squadra 1             | Risultato       | Squadra 2         |
| --------------------- | --------------- | ----------------- |
| 28 febbraio 2025      |                 |                   |
| Aston Villa (1)       | 2 - 0           | Cardiff City (2)  |
| 1º marzo 2025         |                 |                   |
| Bournemouth (1)       | 1 - 1 (5-4 dtr) | Wolverhampton (1) |
| Crystal Palace (1)    | 3 - 1           | Millwall (2)      |
| Manchester City (1)   | 3 - 1           | Plymouth (2)      |
| Preston N.E. (2)      | 3 - 0           | Burnley (2)       |
| 2 marzo 2025          |                 |                   |
| Newcastle Utd (1)     | 1 - 2 (dts)     | Brighton (1)      |
| Manchester Utd (1)    | 1 - 1 (3-4 dtr) | Fulham (1)        |
| 3 marzo 2025          |                 |                   |
| Nottingham Forest (1) | 1 - 1 (5-4 dtr) | Ipswich Town (1)  |

### Quarti di finale
Il sorteggio dei quarti di finale si è svolto il 2 marzo 2025. A questo turno si è qualificato il Preston N.E. dalla Championship, ovvero il secondo livello calcistico inglese e il livello più basso fin qui rappresentato.
| Squadra 1        | Risultato       | Squadra 2             |
| ---------------- | --------------- | --------------------- |
| 29-30 marzo 2025 |                 |                       |
| Bournemouth (1)  | 1 - 2           | Manchester City (1)   |
| Brighton (1)     | 0 - 0 (3-4 dtr) | Nottingham Forest (1) |
| Fulham (1)       | 0 - 3           | Crystal Palace (1)    |
| Preston N.E. (2) | 0 - 3           | Aston Villa (1)       |

### Semifinali
Le quattro squadre qualificate alle semifinali militano tutte nella massima divisione inglese. Il sorteggio si è svolto il 30 marzo 2025.
| Squadra 1         | Risultato | Squadra 2       |
| ----------------- | --------- | --------------- |
| 26-27 aprile 2025 |           |                 |
| Crystal Palace    | 3 - 0     | Aston Villa     |
| Nottingham Forest | 0 - 2     | Manchester City |

### Finale
| Arbitro: | Stuart Attwell (Birmingham) |

|         |           |  |
| Eze 16’ | Marcatori |  |

## Classifica marcatori
| Gol | Rigori |  | Giocatore        | Squadra            |
| --- | ------ |  | ---------------- | ------------------ |
| 6   | 1      |  | Josh Magennis    | Exeter City        |
| 4   |        |  | Eberechi Eze     | Crystal Palace     |
| 4   |        |  | Ricky-Jade Jones | Peterborough Utd   |
| 3   |        |  | Thelo Aasgaard   | Wigan              |
| 3   |        |  | Gassan Ahadme    | Charlton           |
| 3   |        |  | Jack Clarke      | Ipswich Town       |
| 3   | 1      |  | Jovon Makama     | Lincoln City       |
| 3   |        |  | James McAtee     | Manchester City    |
| 3   |        |  | Rodrigo Muniz    | Fulham             |
| 3   |        |  | Nico O'Reilly    | Manchester City    |
| 3   |        |  | Milutin Osmajić  | Preston N.E.       |
| 3   |        |  | Georginio Rutter | Brighton           |
| 3   |        |  | Ismaïla Sarr     | Crystal Palace     |
| 3   |        |  | Jonny Smith      | Wigan              |
| 3   |        |  | Tyler Walton     | Accrington Stanley |